# Романцево (Рязанский район)
Романцево — деревня в Рязанском районе Рязанской области. Входит в Окское сельское поселение.

## География
Находится в центральной части Рязанской области на расстоянии приблизительно 18 км на юг по прямой от вокзала станции Рязань I.

## История
Еще на карте 1840 года деревня была отмечена как поселение с 17 дворами. На карте 1850 года отмечена уже как поселение с 27 дворами. В 1859 году здесь (тогда деревня Рязанского уезда Рязанской губернии) было учтено 32 двора, в 1897 — 38.

## Население
Численность населения: 309 человек (1859 год), 390 (1897), 70 в 2002 году (русские 99 %), 42 в 2010.